# Ideologia
Ideologia – pojęcie występujące w filozofii i naukach społecznych oraz politycznych, które określa zbiory światopoglądów służących do całościowego interpretowania i przekształcania świata.
Mianem ideologii określa się każdy zbiór uporządkowanych poglądów – religijnych, politycznych, prawnych, przyrodniczych, artystycznych, filozoficznych – służących ludziom o tożsamych poglądach do objaśniania otaczającego ich świata. Społeczną funkcją ideologii jest artykulacja celów aktywności i dopuszczalnych sposobów ich osiągania oraz motywacja ich zasadności względami uznawanymi za wyższe niż jednostkowy interes (wizja rzeczywistości + system wartości + dyrektywy praktycznego działania). Zapotrzebowanie na ideologie wynika z właściwego ludziom poszukiwania odpowiedzi na pytania o sens i sposób istnienia. Ideologie mają charakter normatywny, proponują bowiem pewien światopogląd, wyobrażenie na temat otoczenia.

## Dzieje pojęcia
Termin „ideologia” został wprowadzony przez Destutta de Tracy’ego w 1796 jako określenie jednego z kierunków myśli filozoficznej związanej z programem science of ideas, wywodzącym się od angielskiego empirysty Johna Locke’a.
Początkowo zatem określenie „ideologia” znaczyło tyle co „nauka o ideach”, zgodnie ze swym sensem etymologicznym.
Współczesne znaczenie tego terminu odbiega od tego, jakie nadał mu de Tracy, korzeniami swymi sięgając do rozprawy K. Marksa i F. Engelsa Ideologia niemiecka (napisanej w latach 1845–1848) oraz do rozprawy Ideologia i utopia Karla Mannheima (1929).
Marks i Engels utożsamiają w swojej rozprawie pojęcie ideologii z pojęciem filozofii, jednocześnie utrzymując pogląd, że wszelka myśl stanowi odbicie warunków materialnych. Filozofia staje się wtedy pojęciowym ujęciem określonej rzeczywistości materialnej, w której istnieje człowiek. Przy takim ujęciu filozofii, formy ludzkiej świadomości stanowią odbicie procesów materialnych. Zaś sama filozofia jako jedna z form ludzkiej świadomości (świadomości społecznej) staje się pojęciowym wyrazem interesów, które zgodnie z przyjętą przez nich stratyfikacją społeczną mają charakter klasowy.
W takim ujęciu filozofia staje się świadomością partykularną wyrażającą interes określonej klasy społecznej, z reguły tej, która dominuje w określonym układzie społecznym i dąży do narzucenia odpowiadających jej form świadomości pozostałym klasom społecznym. Ideologia zatem w swoim uzasadnieniu odwołuje się nie do kategorii prawdy, lecz do kategorii interesu.

## Znaczenie współczesne
We współczesnym znaczeniu pod pojęciem ideologii rozumieć należy zbiór poglądów czy sądów (naukowych, filozoficznych, religijnych, by wymienić tylko najważniejsze), które w przekonaniu danej grupy społecznej wyrażają jej interesy i o tyle są akceptowane przez nią, o ile pozostają w zgodzie z subiektywnym odczuciem interesu tejże grupy. I jako takie właśnie nie mogą być oceniane w kategoriach teoretycznych, a więc przede wszystkim z perspektywy prawdy. Nie można więc zasadnie utrzymywać, że jakaś ideologia jest prawdziwa lub fałszywa.

## Ideologia a filozofia
To właśnie w sposób istotny odróżnia ją od filozofii, pojmowanej jako poznanie teoretyczne. Filozofia w przeciwieństwie do ideologii stanowi próbę przedstawienia rzeczywistości taką, jaka się ona jawi jako przedmiot poznania teoretycznego, niezależnie od tego, czy wypracowany w jej ramach obraz pojęciowy odpowiada czyimkolwiek interesom.
Ideologia zaś oceniana bywa przez perspektywę wykazania wyższości czy też pierwszeństwa proponowanych w jej ramach rozwiązań. Prawdy teoretyczne czerpane z filozofii czy innych dyscyplin poznania teoretycznego, jak również wszystkie inne tezy, którymi się ideologia posługuje, mają jedynie służyć za uzasadnienie celów wyznaczanych przez określone interesy.
Innymi słowy mówiąc, „wszelka wiedza, jaką posługuje się ideologia, pojmowana jest instrumentalnie”, ze względu na jej użyteczność celem uzasadnienia określonej tezy czy poglądu, który to z kolei wyrażać ma określony interes.

## Ideologia polityczna
Mariusz Gulczyński, w swoim dziele Nauka o polityce, definiuje ideologię polityczną jako zespół poglądów artykułujących generalne cele działalności politycznej i dopuszczalne metody ich osiągania. Nadrzędną funkcją ideologii politycznej jest definiowanie celów i środków uzgadniania zachowań współzależnych grup społecznych o sprzecznych interesach w sposób rokujący ochronę i zwiększanie szans przeżycia i osiągania satysfakcji z życia jej adresatów. Ideologiczne samookreślanie ruchów i instytucji politycznych – partii, rządów, międzynarodowych organizacji i sojuszów – dokonuje się przez definiowanie, jakie interesy społeczne uznawane są za priorytetowe oraz jakie sposoby ich osiągania za dopuszczalne. Siła wpływów ideologii politycznych jest uwarunkowana ich zgodnością z interesami społecznymi. Rzeczywistej praprzyczyny wszelkich działań politycznych należy poszukiwać przede wszystkim w interesach sił społecznych, a w ideologiach tylko o tyle, o ile je adekwatnie artykułują. Wzmacnianiu siły wpływów ideologii politycznych służy powoływanie się na uznawane powszechniej doktryny naukowe i religijne.
M. Gulczyński rozróżnia ideologie postępowe i wsteczne, prawicowe, takie jak nacjonalizm, liberalizm, komunizm lub konserwatyzm, i lewicowe, takie jak socjalizm lub socjaldemokracja. Obecnie lewicowe światopoglądowo partie polityczne głoszą często program liberalny gospodarczo, a prawicowe partie polityczne głoszą program solidarnej polityki gospodarczej.

## Cechy i struktura ideologii
Ideologia wyrażająca interesy dużych grup społecznych charakteryzuje się małą podatnością na innowacje. Zazwyczaj porusza tematy:
- jednostki i jej roli w społeczeństwie;
- sposobu funkcjonowania instytucji;
- kwestii zmian obowiązującego porządku;
- wolności;
- odmienności;
- sprawiedliwości.

Ideologia ma określoną strukturę, czyli wewnętrzny skład treściowy i wzajemne powiązania poglądów.
Cechy ideologii to m.in.:
- uporządkowany obraz świata istniejącego i pożądanego w przyszłości;
- duży stopień ogólności celów i sposobów działania;
- składa się z sądów prawdziwych;
- w mniejszym lub większym stopniu upiększa zakładany cel;
- najczęściej uzasadnia całokształt działań politycznych i określa cele, które mają zakończyć pewien etap działań (np. zdobycie władzy) i dalej je rozwijać;
- występują w niej ogólne sądy wartościujące, które określają wartości przyjmowane w ramach danej ideologii za punkt wyjścia oceny zjawisk społecznych.